# Wzgórze św. Anny
Wzgórze św. Anny – jedno ze wzgórz Garbu Wójczańsko-Pińczowskiego. Wzgórze wznosi się na wysokość ok. 250 m n.p.m., górując nad Pińczowem. Na szczycie wzgórza mieści się manierystyczna Kaplica św. Anny.